# Mycetophila vivida
Mycetophila vivida är en tvåvingeart som beskrevs av Eberhard Plassmann och Schacht 1999. Mycetophila vivida ingår i släktet Mycetophila och familjen svampmyggor.
Artens utbredningsområde är Tyskland. Inga underarter finns listade i Catalogue of Life.